# مثبط ثقلي متناغم

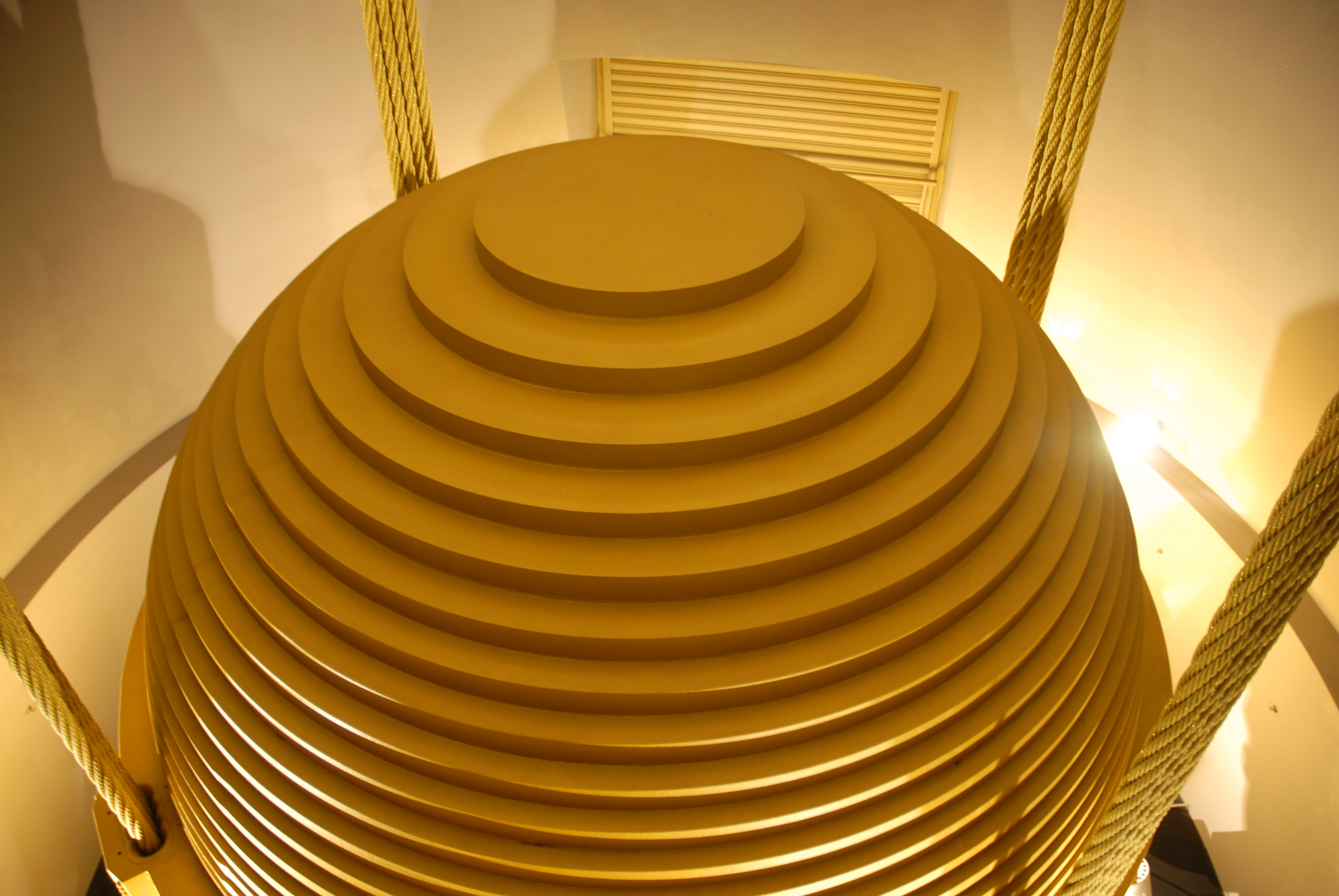
مثبط ثقلي متناغم فوق ناطحة سحاب تايبيه 101

المثبط الثقلي المتناغم (بالإنجليزية: tuned mass damper)‏ أو المثبط الزلزالي هو جهاز يُركب في الهياكل لتقليل الاهتزازات الميكانيكية، يتكون من كتلة مثبتة على واحد أو أكثر من النَوَابِض المُثبطة أو المخمِّدة، يتم ضبط تردد التذبذب للكتلة ليكون مشابهًا لتردد رنين الهيكل المُركب عليه، وتُستخدم لتقليل السعة القصوى للجسم.

رسم تخطيطي لنظام مثبط كتلة نابض بسيط يُستخدم لشرح نظام المثبط الثقلي المتناغم

## الاستخدام

### في السيارات

#### رياضة السيارات
قدمت رينو نظام مثبط كُتلي كجزء من نظام التعليق في سيارة رينو R25 خلال سباق جائزة البرازيل الكبرى 2005.

### في المركبات الفضائية
كان أحد الاقتراحات لتقليل الاهتزازات على |معزز الوقود الصلب آريس 1 التابع لناسا هو استخدام 16 مثبط ثقلي متناغم لتقليل أحمال الذروة.

## في خطوط نقل الطاقة

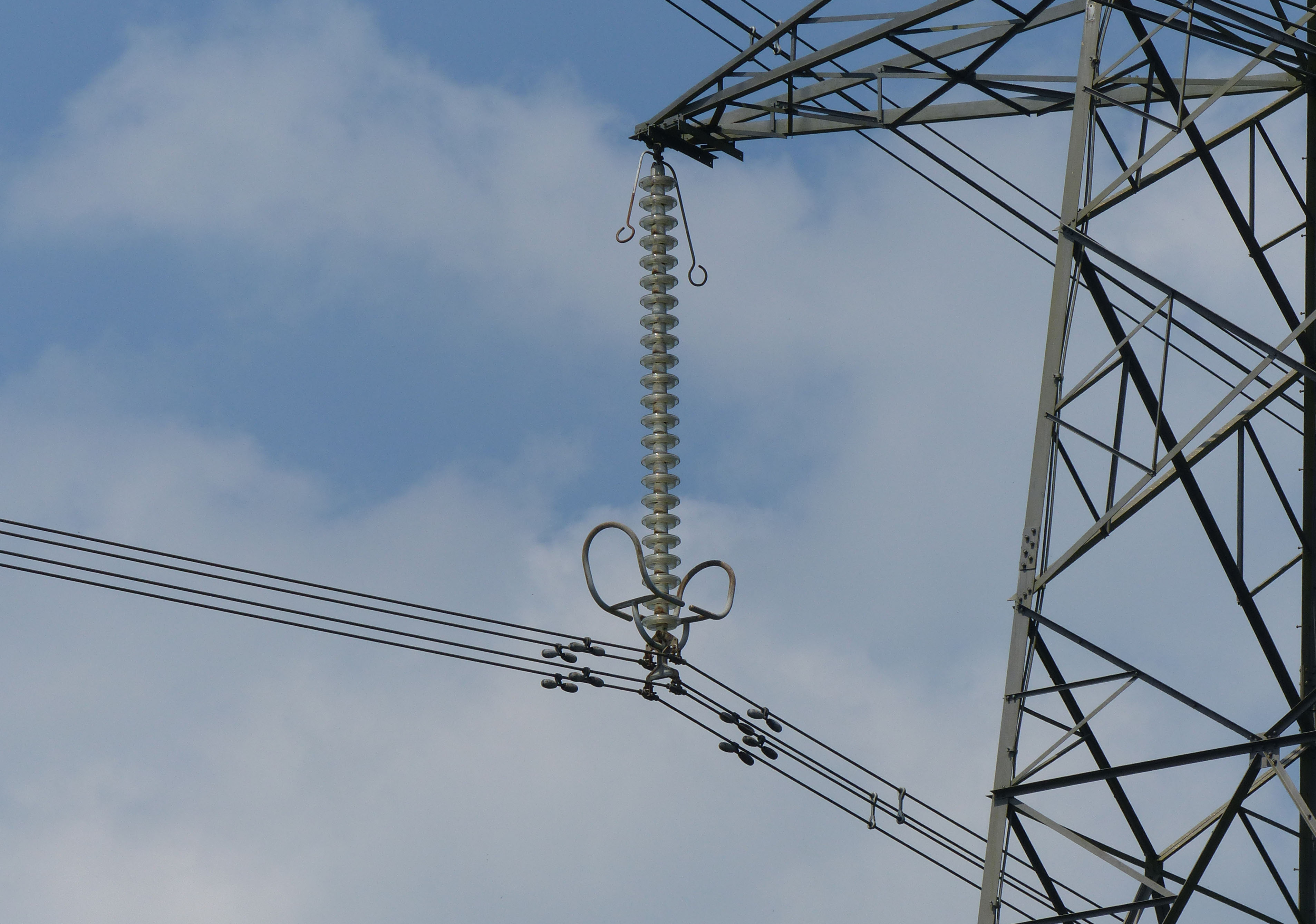
مثبط ستوكبريدج (العناصر السوداء الصغيرة المتصلة بالكابلات) مُركب في خطوط نقل كهرباء 400 فولت بالقرب من قلعة كومب في إنجلترا.

غالبًا ما تحتوي خطوط التوتر العالي على مثبطات ستوكبريدج [الإنجليزية] صغيرة معلقة على الأسلاك لتقليل التذبذب عالي التردد ومنخفض السعة الذي يطلق عليه العجلة الموصلة [الإنجليزية].

### في المباني والهياكل ذات الصلة

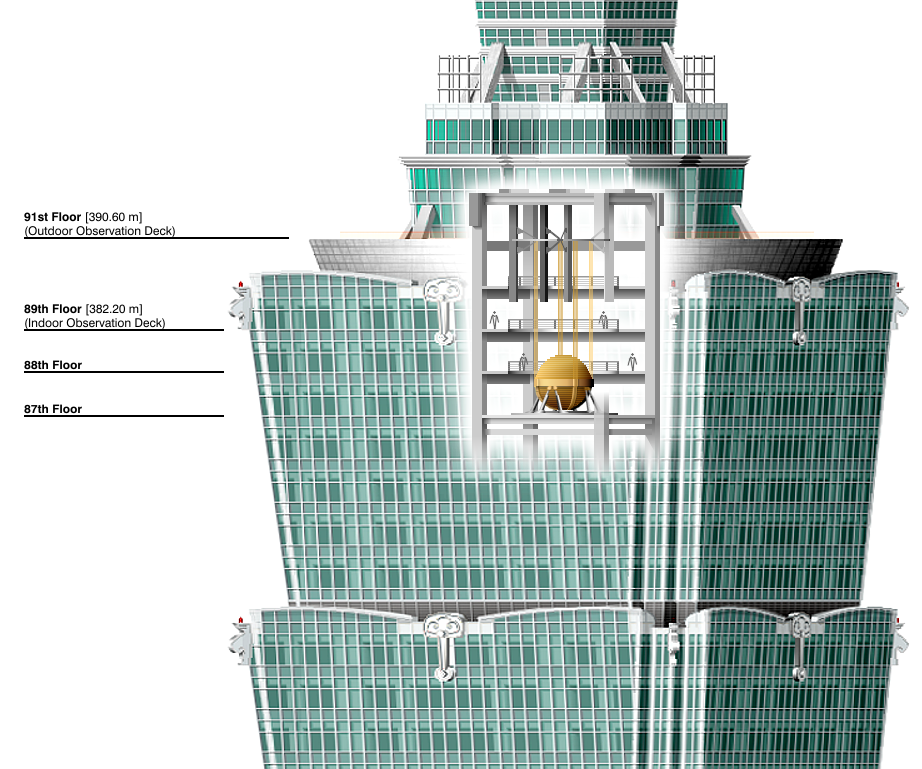
موقع المثبط الثقلي في ناطحة السحاب تايبيه 101

عادةً ما تكون المخمدات أو المثبطات عبارة عن كتل خرسانية ضخمة أو فولاذية مثبتة في هياكل مثل ناطحات السحاب حيث يتم تحريكها لمواجهة اهتزازات تردد رنين الهيكل عن طريق النَوَابِض أو السوائل أو البندولات.

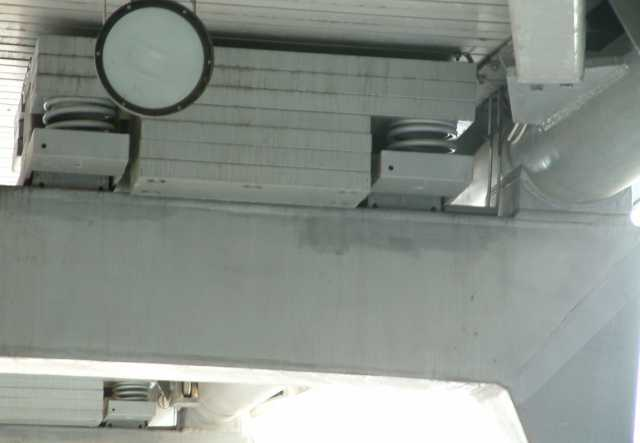
مُثبط على جسر الألفية في لندن.

## أمثلة على الاستعمالات
- كندا:
  - برج سي إن (البرج الوطني الكندي) في تورنتو.
- الصين:
  - برج شنغهاي في شانغهاي ثاني أطول مبنى في العالم.
  - مركز شنغهاي المالي العالمي في شانغهاي
- ألمانيا:
  - برج برلين.
- الهند:
  - برج ATC في مطار دلهي يحتوي على مثبط كتلة بوزن 50 طنًا تم تركيبه أسفل أرضية البرج مباشرة.
  - تمثال الوحدة في ولاية غوجارات يحتوي على مخمد ثقلي بوزن 400 طن.
- إيران: برج طهران الدولي [الإنجليزية].
- اليابان:
  - يستخدم جسر أكاشي كايكيو (أطول جسر معلق في العالم حاليًا) البندولات داخل أبراج التعليق كمثبطات ثقلية متناغمة.
  - طوكيو سكاي تري
  - برج يوكوهاما لاندمارك [6]
  - برج ميناء تشيبا
- روسيا:
  - منصة الحفر البحرية سخالين 1 [الإنجليزية]
- تايوان:
  - تحتوي ناطحة سحاب تايبيه 101 على أكبر وأثقل مخمد ثقلي في العالم بسعة 660 طن متري (730 طن صغير).[7]
- الإمارات العربية المتحدة:
  - برج العرب في دبي يحتوي على 11 مثبطات ثقلية متناغمة.
  - برج خليفة في دبي

### الولايات المتحدة الأمريكية
- 432 بارك أفينو في مدينة نيويورك.[8]
- برج بلومبيرغ في مدينة نيويورك.
- يحتوي مركز كومكاست بفيلادلفيا على أكبر مثبط عمود سائل متناغم (TLCD) في العالم بقدرة 1300 طن.[9]
- يحتوي «مركز كومكاست التكنولوجي» في فيلادلفيا على خمسة مثبطات تحتوي على 125000 جالون من الماء يبلغ وزنها حوالي 500 طن.[10]
- ممشى غراند كانيون
- برج ترامب الدولي في مدينة نيويورك

## روابط خارجية
- قائمة الهياكل التي تتضمن المثبطات الثقلية التناغمية